# سد گلوم
سد گلوم (به فرانسوی: Barrage de Glanum) یک سد و منطقهٔ مسکونی در فرانسه است که در Glanum (Saint-Rémy-de-Provence), Bouches-du-Rhône, France واقع شده‌است.